# Cetopsorhamdia hidalgoi
Cetopsorhamdia hidalgoi — вид сомоподібних риб з родини гептаптерових (Heptapteridae). Описаний у 2021 році.

## Етимологія
Вид названо на честь перуанського іхтіолога Макса Ідальго, професора та куратора відділу іхтіології в Музеї природознавства у Національному університеті Сан-Маркос.

## Поширення
Вид поширений в басейні річок Укаялі, Мараньйон, Напо та Ортегуаса у Верхній Амазонії в Перу, Еквадорі та Колумбії та з притоки річки Мадре-де-Діос у басейні річки Мадейра в Перу. Мешкає в струмках прозорої води з помірним потоком і субстратом із затопленого листя і піску.